# Врањски гласник (1965)
Врањски гласник је годишњи научно-стручни часопис који је покренуо Народни музеј у Врању 1965. године када је штампана и прва књига Гласника.

## ОГласнику
Прва књига Гласника се појавила из штампе 1965. године. Од оснивања до 2010. године је објављено 34 књига са чланцима из различитих научних области који се односе на Врање и његову околину. Његова специфичност је и управо у разноврсности тематике коју обрађује. Часопис обједињује радове из археологије, архитекутре, астрономије, географије, геологије, привреде, демографије, етнографије, историје, лингвистике, књижевне критике, историје књижевности као и разне приказе, критике и извештаје. Као његови сарадници јављају се неки наши познатији научници, као и многи културни и друштвени ствараоци из самог Врања.

## Историја
Врањски гласник је најстарији научно-стручни часопис на југу Србије. Гласник је од свог оснивања, излазио редовно, сваке године као годишњак или, неких година, као двоброј (1979, 1982, 1992, 1993/94, 1996/97, 1998/99). Од 1998/99. године када је изашао двобој XXXI-XXXII, уследила је пауза све до 2005. године. У том периоду „Врањски гласник није објављиван из финасијских разлога и због недовољно квалитетних радова“.
Прва књига Гласника је штампана у тиражу од 900 примерака, опсега 15 табака.
Трећа књига Гласника (објављена 1967. год.), донела је извесне техничке новине, у смислу да је била ликовно богатије опремљена, као и у погледу штампања које је било далеко боље у односу на прве две књиге.

## Значај
Без обзира на свој општеобразовни каракетер, Врањски гласник није намењен само научним и стручним радницима, већ и широј јавности. Издавањем овог часописа, Народни музеј је прешао на значајну своју делатност научно публицистичког рада, што је од извесног ширег значаја за Врање и његово суседно подручје.

## Уредници
- Миодраг Митровић (1965; 1982-1992)
- Татомир П. Вукановић (1966—1979)
- Снежана Радивојевић Петровић (1993-1999; 2005)
- Стефан Ивановић (2010)